# Yuya Fungami
Yuya Fungami (噴上 裕也, Fungami Yūya) es un personaje del manga y anime JoJo's Bizarre Adventure: Diamond Is Unbreakable. Yuya es presentado como un antagonista en "Highway Star" y como un antihéroe en "Enigma Boy".

## Apariencia
Yuya es un hombre joven de estatura promedio y delgado para adaptarse a la construcción. Tiene un corte de pelo corto y su barbilla está tatuada con un estilizado "H☆S".
Como Josuke, Okuyasu y Mikitaka, Yuya lleva un uniforme escolar oscuro y modificado. Viste un lazo largo, bouffant, ligero con las palabras "Highway" ("Carretera") y "Speed☆ King" ("Rey de la Velocidad").

## Personalidad
Introducido como él atacante de Josuke desde lejos, flanqueado por tres admiradores femeninos, Yuya aparece como vanidoso, egoísta, y deshonesto.
Sin embargo, muestra un sentido de lealtad, valentía y buenas habilidades de deducción al unirse a la batalla contra Terunosuke Miyamoto. Él es protegido por sus tres admiradoras (Akemi, Toshie y Reiko), que, a su vez, están muy cerca de él.
Terunosuke revela que cuando tiene miedo, Yuya tiende a tocar su barbilla.

## Habilidades
El Stand principalmente automático de Yuya es Highway Star, que rastrea objetivos a una velocidad de 60 km/h para absorber eficientemente su vitalidad.
Yuya también tiene un poderoso olfato producido por la influencia de su Stand.

## Historia
Yuya Fungami es un corredor de motos que se emborrachó y sufrió un severo accidente de tránsito. En este, tuvo la columna vertebral dañada y casi todos sus huesos rotos. Mientras estaba en el hospital, fue atravesado por Yoshihiro Kira con la Flecha.

### Highway Star
Queriendo sanar más rápido, Yuya utilizó su Stand para absorber la energía de las personas. Con sus tres admiradoras cuidando de él en el hospital, utilizó su Stand para absorber la energía de Rohan Kishibe.
Yuya trató de hacer lo mismo con Josuke, pero su ubicación fue encontrada por Koichi, y Yuya fue confrontado por Josuke. Josuke lo curó por completo, solo para así poder ser lastimado severamente de nuevo usando a Crazy Diamond sin culpe de golpear a un herido indefenso. Fue forzado a permanecer en el hospital por unos meses más bajo la amenaza de ser golpeado de nuevo si intentaba usar su Stand de nuevo.

### Enigma Boy
Yuya aparece de nuevo cuando Koichi es secuestrado por Terunosuke Miyamoto. Josuke le pide que encuentre a Koichi con su gran sentido del olfato, pero Yuya le advierte que esto es lo único que hará, no queriendo volverse un enemigo de Yoshihiro. Josuke está de acuerdo, y ambos terminan encontrando a Tomoko Higashikata poco antes de que Josuke sea convertido en un papel con el poder del Stand Enigma.
Inspirado por la valentía de Josuke en su intento de salvar a Koichi, Yuya piensa en cómo haría lo mismo por sus admiradores y entonces rescata a Josuke y Koichi, después de lo cual resulta convertido en un papel por Terunosuke. Koichi y Josuke salvan a Yuya a cambio cuando Terunosuke amenaza con arrancar el papel en el que está encarcelado. Yuya es visto por última vez diciendo adiós a Reimi Sugimoto al final de la Parte 4.